# Journal of Systematics and Evolution
Journal of Systematics and Evolution (abreviado J. Syst. Evol.) es una revista ilustrada con descripciones botánicas que es editada por la Academia China de las Ciencias. Se publica desde el número 46 desde el año 2008 hasta ahora. Fue precedida por Acta Phytotaxonomica Sinica.